# Złoty Stok-Kolonia

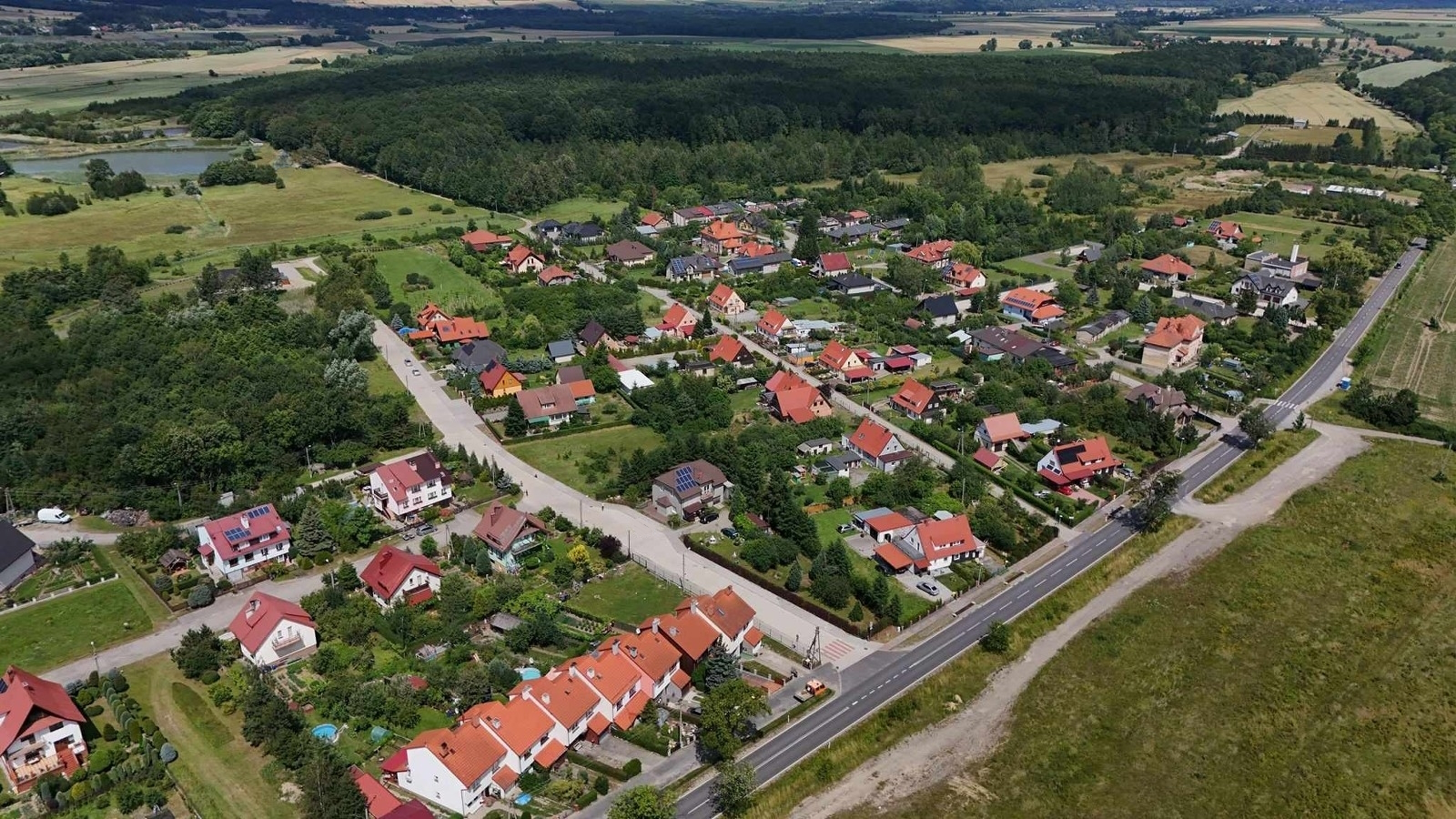
Złoty Stok-Kolonia (2024)

Złoty Stok-Kolonia (deutsch Hermannswalde) ist eine ehemalige Kolonie und Teil der Stadt Złoty Stok im Powiat Ząbkowicki in der Woiwodschaft Niederschlesien. Bis 2005 stellte es einen eigenen Stadtteil namens Złoty Stok-Kolonia dar.
Der Ort besteht aus zwei Teilen: 
Kolonia Żeromskiego (Nordteil) und Kolonia Kasprowicza (Südteil).

## Name
Wegen der Entfernung zum Stadtzentrum wurde die Siedlung 1945 Kolonia genannt. In den ersten Jahren ihres Bestehens war sie über einen Kilometer vom nächsten Gebäude in Złoty Stok entfernt. Es gibt auch einen zusätzlichen Namen für dieses Anwesen: Kolonia Żeromskiego.

## Lage
Die Siedlung liegt in Przedgórze Paczkowskie am Bach Świda. Sie wird im Westen vom Mogadel-Wald begrenzt.

## Geschichte

### Kolonia Żeromskiego
1913 wurde in deren Nähe ein Zünderwerk errichtet. Es wurden Geräte aus dem kürzlich geschlossenen Zünderwerk in Jessen verwendet. Ein Teil der Arbeiter aus Jessen wurde für die Arbeit im neu errichteten Sicherungswerk eingestellt. Die Arbeiter wohnten in für sie gebauten Häusern in der Umgebung. 1916 entstanden im Ort die ersten Gebäude zur Herstellung von Schießpulver, Zündern und Munition. Der Ausbruch des Ersten Weltkriegs führte zu einem starken Anstieg der Nachfrage nach den oben genannten Militärartikeln. Nach Kriegsende 1918 wurden die Produktionsstätten liquidiert und einige Gebäude zu Wohngebäuden umgebaut. Damals war es eine kleine Wohnsiedlung, die von 52 Personen bewohnt wurde. Damals erhielt dieser Ort auch den Namen Hermannswalde. Der Name wurde zu Ehren von Hermann Güttler, dem Inhaber einer Firma zur Herstellung von Pulvern und Zündern, der 1906 im Alter von 59 Jahren vorzeitig starb, vergeben. 1935 wurden 10 Häuser gebaut und in der heutigen ul. Kasprowicz. 1938 gab es 17 Gebäude, die von 110 Menschen bewohnt wurden.

### Kolonia Kasprowicza
In der zweiten Hälfte des 19. Jahrhunderts wurde in einem kleinen Erosionskrater an der Kreuzung der heutigen Straßen Polna und Stawowa eine Ziegelei errichtet. In dieser Ziegelei wurden Ziegel produziert, die für den Bau der Post und der Häuser in Złotów verwendet wurden. Im Jahr 1935 wurden in der Nähe der Ziegelei 10 Häuser für die Arbeiter gebaut. Seitdem wurde der Ort Ziegelei Barad genannt, auf Deutsch bedeutet das „Ziegelei Barad“.
Nach dem Zweiten Weltkrieg wurde der Ort „Kolonia Żeromskiego“ oder „Kolonia“ genannt. Die Ziegelei wurde abgerissen und hinterließ einen Teich an der ul. Stawowa. 
2016 feierte das Weingut von Kolonia sein 100-jähriges Bestehen. Aus diesem Anlass wurde für die damals 356-köpfige Koloniegemeinschaft eine Veranstaltung namens „Koloniada“ organisiert. Die „Koloniada“ wird seitdem jährlich gefeiert.